# Ksi
Ksi (grško: starogrško ξι; velika črka: Ξ, mala črka: ξ) je štirinajsta črka grške abecede in ima številčno vrednost 60. Ksi se je razvil iz feničanske črke sameh (). Iz grške črke Ξ izvira stara cirilična črka ksi (Ѯ), ki v moderni cirilici ni več v uporabi.
V grščini se črka Ξ izgovarja kot ks.

## Pomeni
- v astronomiji je ξ oznaka za štirinajsto zvezdo v ozvezdju

## Unicode
|                | Velika črka Ξ         | mala črka ξ         |
| -------------- | --------------------- | ------------------- |
| Unicode UTF-16 | U+039E                | U+03BE              |
| Ime Unicode    | Velika grška črka ksi | Mala grška črka ksi |
| Koda HTML      | &#926;                | &#958;              |
| Enota HTML     | &Xi;                  | &xi;                |